# تایچونگ
تایچونگ (به لاتین: Taichung) در مرکز کشور تایوان واقع شده‌است و مساحتی برابر با ۲۲۱۴ کیلومتر مربع دارد.

## خصوصیات
تایچونگ ۲٬۲۱۴٫۸۹۶۸ کیلومترمربع مساحت و ۲٬۷۱۲٬۹۴۸ نفر جمعیت دارد. با توجه به شرایط جغرافیایی آن، مرکزی است برای افرادی که از شمال تایوان به جنوب این کشور سفر می‌کنند.

## خواهرخوانده
شهرهای منچستر، نیوهمپشایر، سانتا کروس د لا سیرا (بولیوی)، وینیپگ، کان (فرانسه)، ماکاتی، سن پدرو سولا و سن دیگو خواهرخوانده‌های تایچونگ هستند.